# Elijah Ngurare
Tjitunga Elijah Ngurare (Nkurenkuru, 28 oktober 1970) is een Namibische politicus en de huidige premier van Namibië. Hij is een langdurig lid en aanhanger van SWAPO, de regerende partij van Namibië. Hij klom op binnen de SWAPO Party Youth League (SPYL) waar hij in 2002 werd benoemd tot secretaris voor Informatie, Publiciteit en Mobilisatie, en in 2007 tot secretaris-generaal, een functie die hij bekleedde tot 2015, toen hij uit de partij werd gezet.
Naast zijn politieke carrière was Ngurare actief als academicus aan de Universiteit van Namibië. Hij werkte later als directeur bij het Ministerie van Landbouw. Op 21 maart 2025 benoemde president Netumbo Nandi-Ndaitwah hem tot premier van Namibië, als opvolger van Saara Kuugongelwa.

## Achtergrond
Ngurare werd geboren in Nkurenkuru, Kavangoland, in het toenmalige Zuidwest-Afrika, in een boerengezin tijdens de Zuid-Afrikaanse Grensoorlog. Zijn vader had vier vrouwen, en zijn moeder was de jongste van hen. Als kleine jongen paste hij, net als andere jongens in die tijd, op het vee en de geiten van zijn vader. Hij is de oudste van de negen kinderen van zijn moeder.
Ngurare volgde zijn middelbare school in Rundu en Arandis. Met een beurs studeerde hij in Ohio (Central State University), waar hij een Bachelor in Waterbeheer en Internationale Betrekkingen behaalde. Vervolgens behaalde hij een master in de rechten aan de Universiteit van Dundee en in 2009 een PhD in Ierland, aan de University College Cork.

## Politieke carrière
Ngurare's politieke activiteiten begonnen in 1983 op de middelbare school. In 1986 werd hij lid van SWAPO en bekleedde hij verschillende functies binnen de SWAPO Party Youth League (SPYL). Hij studeerde tien jaar in het buitenland en werd na zijn terugkeer een van Namibië’s eerste technologisch onderlegde politici. Hij gebruikte een laptop voor zijn werk en sociale media om de SPYL met jongeren te verbinden. In 2004 trok hij jeugdige aanhang met zijn politieke aanpak en haalde hij artiesten zoals Gazza, The Dogg en Gal Level naar SWAPO-evenementen.
In 2002 werd hij benoemd tot Secretaris voor Informatie, Publiciteit en Mobilisatie van SPYL en nam in 2005 het leiderschap over na het gedwongen aftreden van Paulus Kapia. In 2007 werd hij verkozen tot Secretaris-Generaal en schreef hij regelmatig propaganda-artikelen voor Namibia Today, de krant van SWAPO.
In 2015 verloor hij deze functie en werd hij samen met Job Amupanda uit SWAPO gezet wegens het “in diskrediet brengen van de partij en beledigen van partijleiders”. Na een lange juridische strijd werd hij opnieuw lid en in 2020 benoemd tot Directeur binnen het Ministerie van Landbouw. Op 6 december 2024 nam hij ontslag om zijn overgang naar het parlement mogelijk te maken. Vicepresident Netumbo Nandi-Ndaitwah plaatste hem vervolgens op de SWAPO-parlementslijst.

## Zakelijke carrière
Hij was lid van de raad van bestuur van Namdeb Diamond Corporation.

## Persoonlijk leven
Ngurare is getrouwd met Dr. Albertina Mbute Ngurare. Ze hebben vier kinderen. Hij is luthers en een trouw bezoeker van de kerk.
- Gemeinsame Normdatei: 143023179
- International Standard Name Identifier: 0000 0001 0775 1809
- Library of Congress Control Number: n2010205181
- Système universitaire de documentation: 16410819X
- Virtual International Authority File: 121101312